# Temple de Jagdish
Le Temple de Jagdish est un temple hindou situé au centre d'Udaipur, au Rajasthan. 

## Histoire
Le temple, dédié à Jagannâtha, une des formes de Vishnou, a été achevé en 1651 sous l'autorité du Mahârâna Jagat Singh Ier.

## Description
Le Jagdish Temple est situé à proximité du City Palace d’Udaipur. Ce temple a été construit en 1651 dans un style architectural Maru-Gurjara par Maharana Jagat Singh qui a régné sur Udaipur de 1628 à 1653. Le temple est dédié à Vishnu (Laxmi Narayan), le sauveur de l’univers. Il est considéré comme le plus grand temple de la ville d’Udaipur. L’entrée du temple est située à 150 mètres de la Bara Pol du City Palace.
L’architecture du Jagdish Temple comprend des piliers sculptés, des plafonds décorés, des murs peints et des salles décorées. La flèche (shikhar) du temple principal fait environ 24 mètres de haut. Cette flèche est décorée avec des sculptures de danseurs, d’éléphants, de cavaliers et de musiciens.
L’entrée du temple est gardée par deux éléphants de pierre monumentaux. Sur la façade du temple est fixée une dalle de pierre, dont les inscriptions gravées font référence au Maharaja Jagat Singh. La partie principale du temple est accessible à partir d’un escalier de marbre comprenant 32 marches. On trouve à cet endroit une représentation en bronze de Garuda, une divinité mi-homme, mi-aigle, juste à l'entrée du temple. Le sanctuaire principal abrite la représentation du Dieu Vishnu à quatre bras. Cette statue est taillée dans un seul morceau de pierre noire.
Le sanctuaire du Seigneur Vishnu (Jagdish) est situé au centre et est entouré de quatre petits sanctuaires, respectivement dédiés au Dieu Ganesha, au Soleil, à la déesse Shakti et au Seigneur Shiva. Le temple est constitué d'un mandapa (salle de prière) à deux étages avec un déambulatoire couvert et d'un sikhara contenant le sanctuaire. Le premier et le deuxième étages du temple possèdent chacun 50 piliers, tous ornés de sculptures complexes. Le mandapa a un étage niché dans son toit en cloche pyramidale, tandis que la flèche creuse du sikhara contient deux étages non fonctionnels.

## Légende
Selon une légende, le temple possèderait une dalle magique qui aurait le pouvoir de guérir différents maux et maladies. Il suffirait en effet de s’y frotter pour apaiser la douleur voire de la faire disparaître.

## Photos

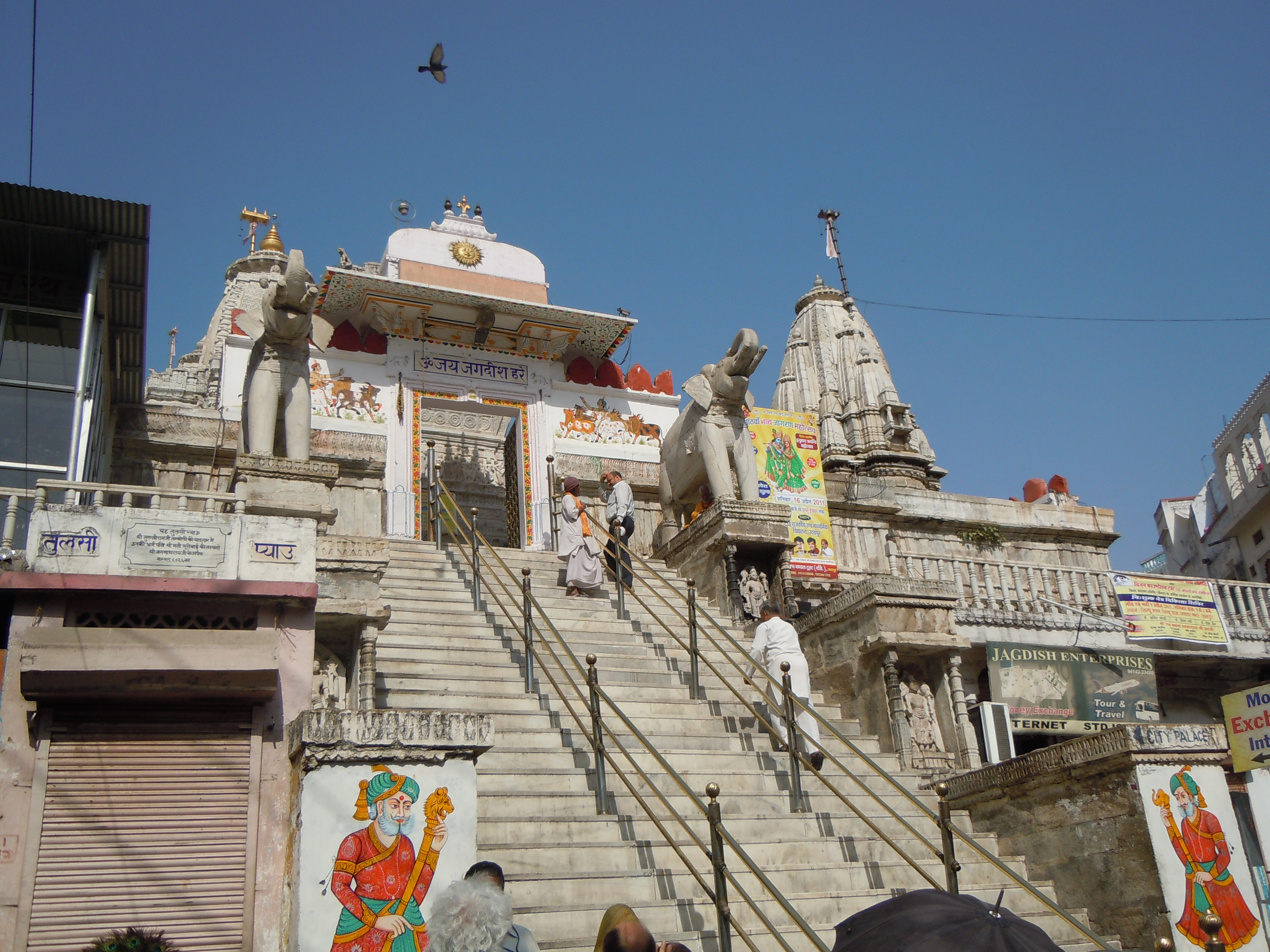
Escalier d'entrée.
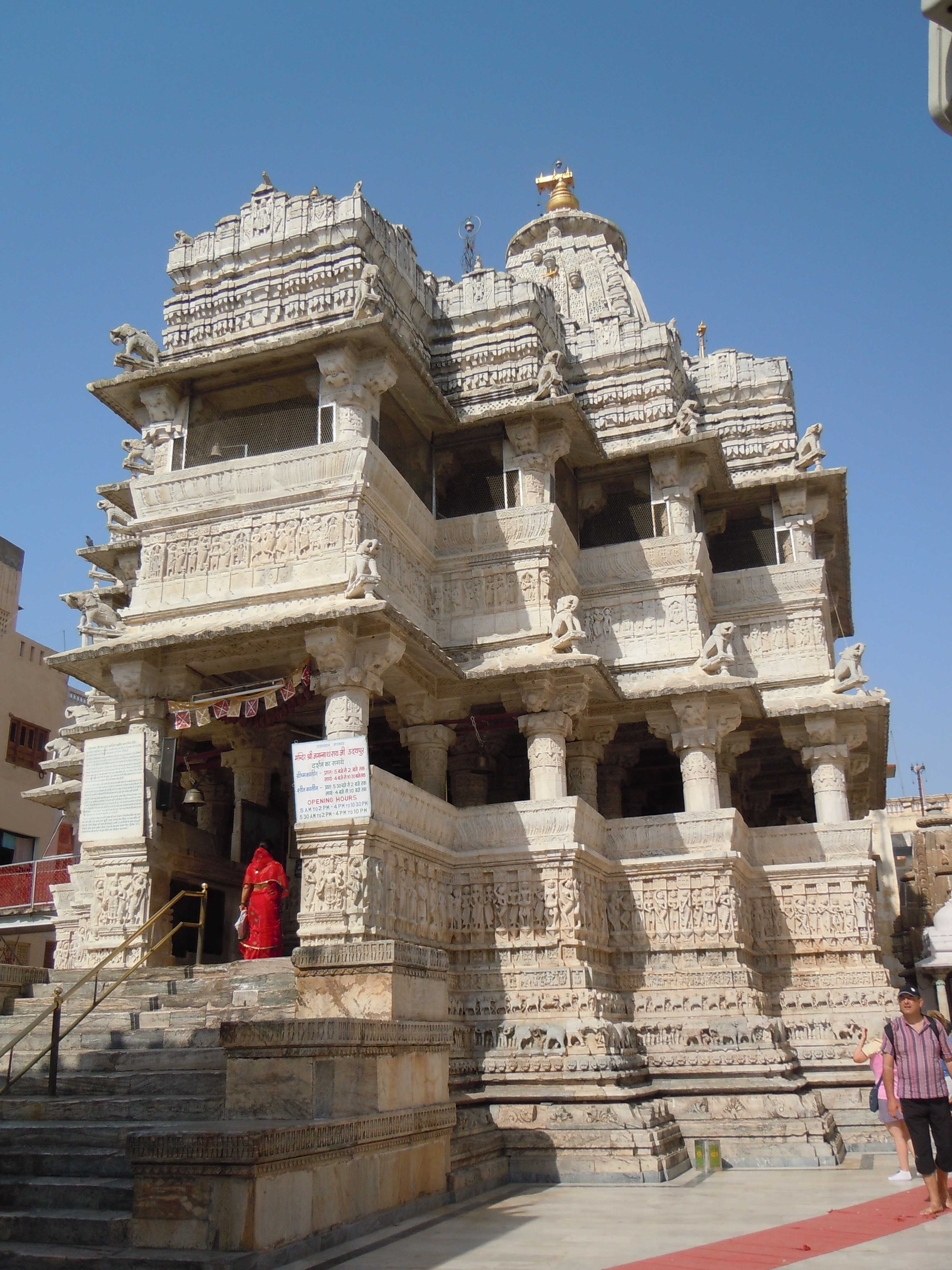
Mandapa à deux étages;
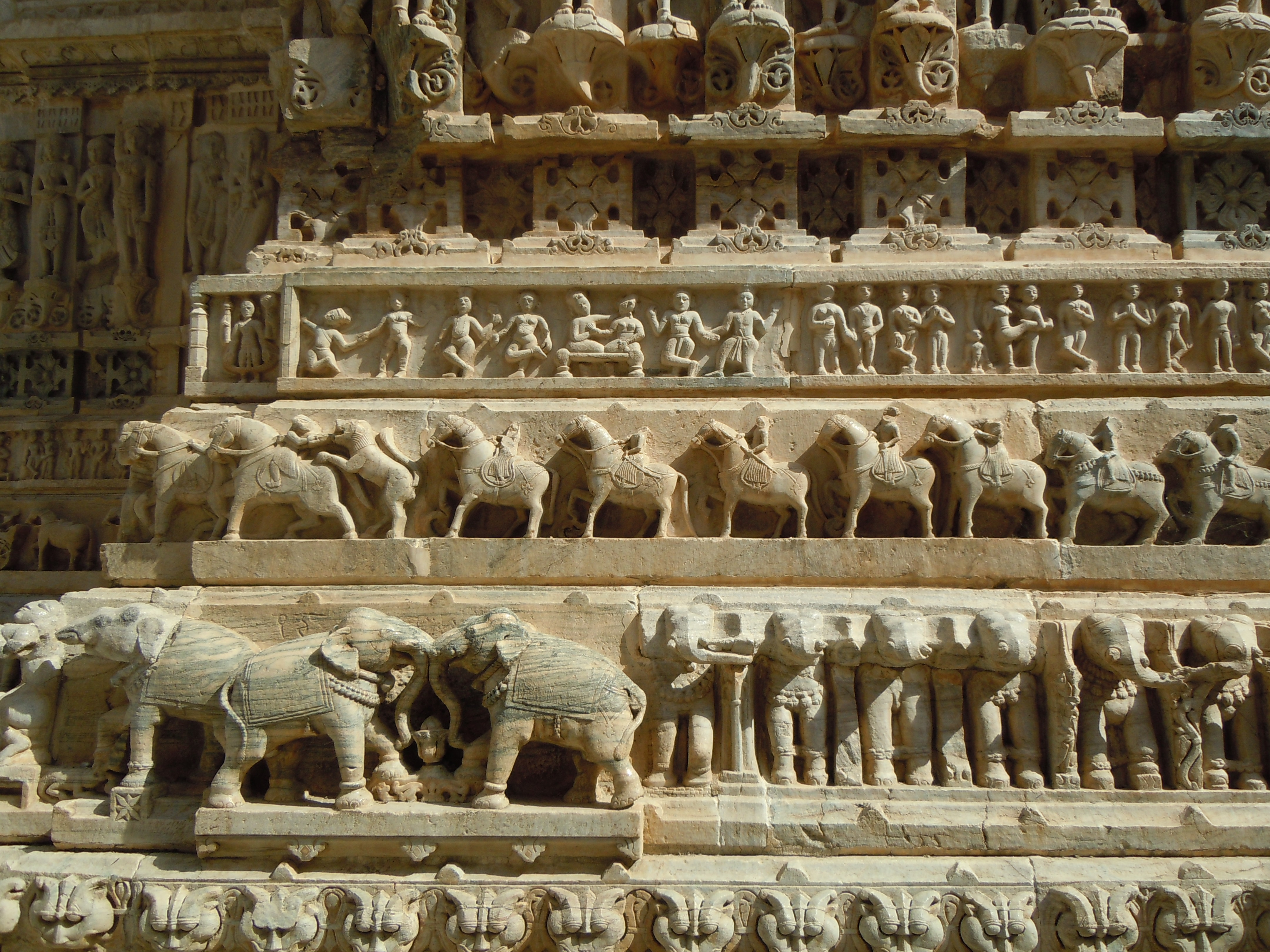
Bas-reliefs
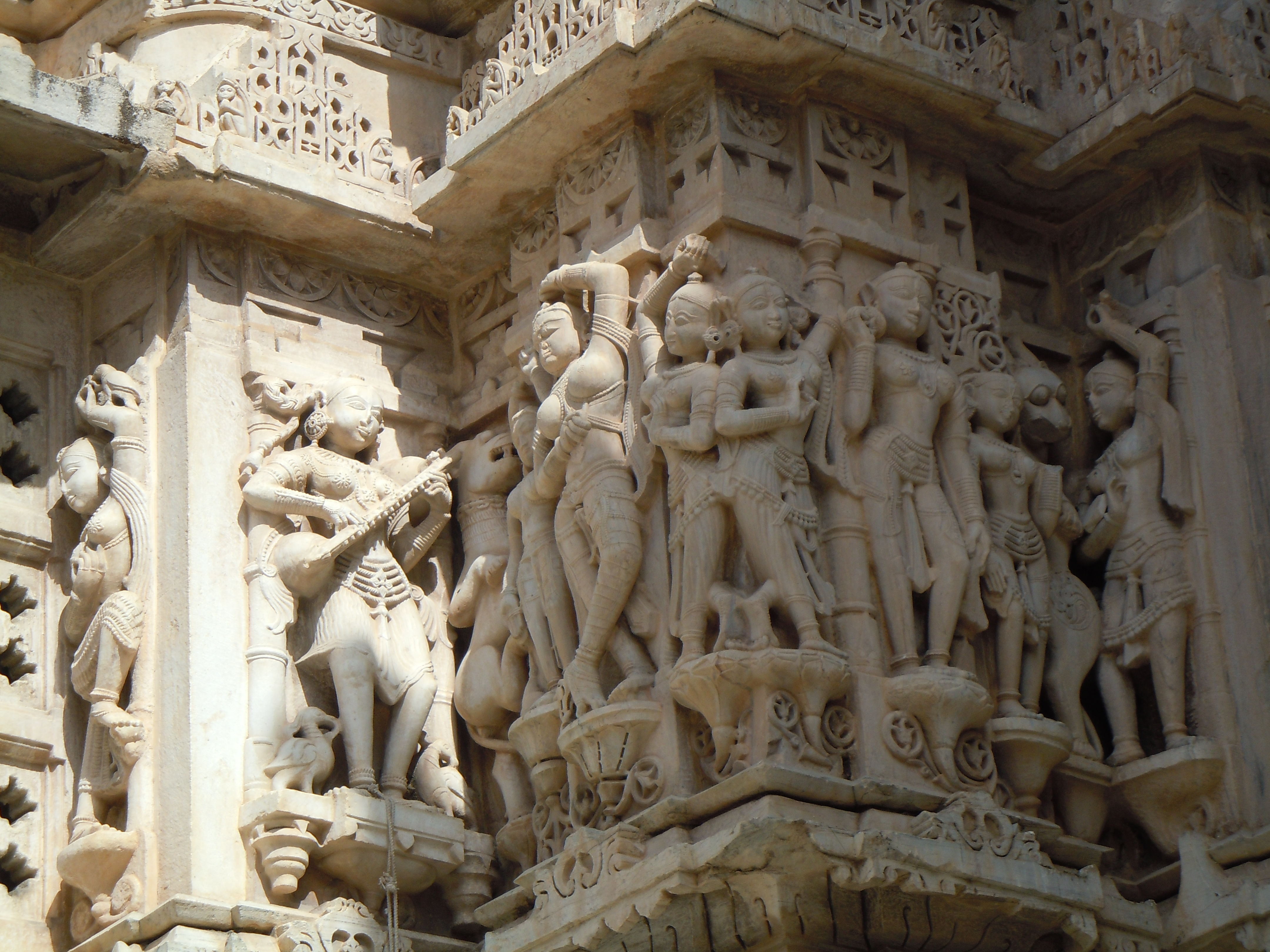
Détail des sculptures du sikhara.